# Крюгер, Симен Хегстад
Симен Хегстад Крюгер (норв. Simen Hegstad Krüger; род. 13 марта 1993, Хёнефосс, Бускеруд) — норвежский лыжник, двукратный олимпийский чемпион 2018 года, трёхкратный чемпион мира 2023 года, трёхкратный призёр чемпионата мира 2021 года, победитель и призёр этапов Кубка мира, чемпион мира среди юниоров 2016 года в гонке на 15 км.
Симен Хегстад Крюгер предпочитает дистанционные гонки свободным стилем, желательно с раздельным стартом. Выступает за спортивный клуб Lyn Ski.

## Биография
Первые успехи в лыжах пришли к Симену Хегстаду Крюгеру ещё на юниорском уровне — на чемпионате мира среди юниоров-2013 он выиграл серебряную медаль в эстафете. Спустя два года, на аналогичном соревновании в Алматы норвежец завоевал серебряную медаль в гонке на 15 км свободным стилем. На чемпионате мира среди юниоров-2016 в румынском Рышнове в гонке на 15 км Симен Хегстад Крюгер стал чемпионом мира среди юниоров.
Вскоре спортсмен дебютировал в Кубке мира, это произошло 16 марта 2013 года на легендарном холменколленском марафоне в Осло. В своей первой гонке Крюгер занял 43 место, отстав от победителя россиянина Александра Легкова на +8:54.4. Долгое время норвежец не мог закрепиться в основной команде Норвегии по лыжным гонкам из-за высокой конкуренции. И на более-менее постоянной основе в главной сборной он стал выступать лишь с сезона 2016/2017.
4 января 2017 года в немецком Оберсдорфе, на дистанции гонки преследования норвежец показал третью скорость дня, а спустя два дня в итальянском Тоблахе впервые попал в топ-3 на этапе Тур де Ски, входящего Кубка мира. Спустя год, 16 декабря 2017 года Симен Хегстад Крюгер одержал свою первую победу на этапе Кубка мира — он выиграл гонку с раздельным стартом на 15 км. Спустя две недели лыжник победил на аналогичной дистанции на национальном чемпионате и успешно вошел в состав сборной Норвегии на Олимпийские игры 2018 года в Пхёнчхан.
Во второй день соревнований Олимпиады, в лыжном скиатлоне Симен Хегстад Крюгер взяв старт, на первом километре дистанции упал, образовал завал с участием двух российских спортсменов, сломал свою лыжную палку, но тем не менее догнал лидеров гонки на коньковой части дистанции, и уйдя в отрыв за 3 км до финиша, одержал свою первую мировую лыжную победу, и выиграл золотую медаль Олимпийских игр в Корее, став олимпийским чемпионом 2018 года.
В сезоне 2018/2019 Крюгер удачно выступил в лыжной многодневке Тур де Ски, заняв 3 место, однако на чемпионате мира в Зефельде он участвовал только в марафоне на 50 км, где был 5-м.
На чемпионате мира 2021 года в немецком Оберстдорфе Симен Хегстад Крюгер завоевал две серебряные медали: в скиатлоне, где уступил только российскому лыжнику Александру Большунову, и в разделке на 15 км свободным стилем, где он проиграл своему соотечественнику Хансу Холунну.

## Результаты на крупнейших соревнованиях

### Олимпийские игры
| Олимпийские игры | Спринт | Командный спринт | 15 км раздельный старт | 15+15 км скиатлон | 50 км масс-старт | Эстафета |
| ---------------- | ------ | ---------------- | ---------------------- | ----------------- | ---------------- | -------- |
| 2018 Пхёнчхан    | —      | —                | 2                      | 1                 | —                | 1        |
| 2022 Пекин       | —      | —                | —                      | —                 | 3                | —        |

### Чемпионаты мира по лыжным видам спорта
| Чемпионат мира  | Спринт | Командный спринт | 15 км раздельный старт | 15+15 км | 50 км масс-старт | Эстафета |
| --------------- | ------ | ---------------- | ---------------------- | -------- | ---------------- | -------- |
| 2019 Зефельд    | —      | —                | —                      | —        | 5                | —        |
| 2021 Оберстдорф | —      | —                | 2                      | 2        | —                | —        |
| 2023 Планица    | —      | —                | 1                      | 1        | —                | 1        |

### Кубок мира
| 2019/2020 Итоги | 2019/2020 Итоги | Рука   | Рука         | Рука        | Тур  | Лил      | Лил | Давос  | Давос        | Планица | Планица | Лен         | Лен    | Тоблах       | Тоблах      | Валь-ди-Фьемме | Валь-ди-Фьемме | Валь-ди-Фьемме | Тур де Ски | Дрезден | Дрезден | Нове-Место   | Нове-Место  | Обер     | Обер   | Фалун  | Фалун       | Эстерсунд    | Эстерсунд   | Оре    | Мер         | Тронхейм | Тронхейм    | Ski Tour | Лахти        | Лахти | Др     | Ос          | Квебек | Квебек  | Мин    | Sprint Tour | Канмор      | Канмор      | Канмор |
| Очков           | Место           | Спр КС | 15 км Инд КС | 15 км Пр СС | Итог | 30 км Ск | Эст | Спр СС | 15 км Инд СС | Спр СС  | КСпр СС | 15 км МС СС | Спр СС | 15 км Инд СС | 15 км Пр КС | 15 км МС КС    | Спр КС         | 10 км МС СС    | Итог       | Спр СС  | КСпр СС | 15 км Инд СС | 15 км Пр КС | 30 км Ск | Спр КС | Спр КС | 15 км МС СС | 15 км Инд СС | 15 км Пр КС | Спр СС | 34 км МС СС | Спр КС   | 30 км Пр КС | Итог     | 15 км Инд КС | Эст   | Спр СС | 50 км МС КС | Спр КС | КСпр СС | Спр СС | Итог        | 15 км МС СС | 15 км Пр КС | СмЭст  |
| 1260            | 4               | 59     | 29           | DNS         | —    | 11       | 4   | —      | 1            | —       | —       | 10          | 23     | 22           | 16          | 23             | 23             | 1              | 5          | —       | —       | 8            | 3           | 2        | —      | —      | 6           | 2            | 11          | 12     | 9           | 10       | 4           | 2        | 6            | —     | —      | 2           | отмена | отмена  | отмена | отмена      | отмена      | отмена      | отмена |

| 2018/2019 Итоги | 2018/2019 Итоги | Рука   | Рука         | Лиллехаммер | Лиллехаммер  | Лиллехаммер | Тур  | Бей          | Бей | Давос  | Давос        | Тоблах | Тоблах       | Валь-Мюс | Обер        | Обер        | Валь-ди-Фьемме | Валь-ди-Фьемме | Тур де Ски | Дрезден | Дрезден | Отепя  | Отепя        | Ульрис       | Ульрис | Лахти  | Лахти   | Конь   | Конь         | Ос          | Др     | Фалун  | Фалун        | Квебек | Квебек      | Квебек      | Тур  |
| Очков           | Место           | Спр КС | 15 км Инд КС | Спр CС      | 15 км Инд СС | 15 км Пр КС | Итог | 30 км Инд СС | Эст | Спр СС | 15 км Инд СС | Спр СС | 15 км Инд СС | Спр СС   | 15 км МС КС | 15 км Пр СС | 15 км МС КС    | 9 км Пр СС     | Итог       | Спр СС  | КСпр СС | Спр КС | 15 км Инд КС | 15 км Инд СС | Эст    | Спр СС | КСпр КС | Спр СС | 15 км Инд КС | 50 км МС КС | Спр КС | Спр СС | 15 км Инд СС | Спр СС | 15 км МС КС | 15 км Пр СС | Итог |
| 904             | 4               | —      | 11           | 20          | 8            | 47          | 8    | 7            | 3   | —      | —            | 40     | 2            | 27       | 13          | 5           | 13             | 2              | 3          | —       | —       | —      | —            | 2            | 3      | —      | —       | —      | —            | 7           | —      | —      | 6            | 12     | 9           | 5           | 7    |

| 2017/2018 Итоги | 2017/2018 Итоги | Рука   | Рука         | Рука        | Тур  | Лил    | Лил      | Давос  | Давос        | Тоблах       | Тоблах      | Ленцерхайде | Ленцерхайде  | Ленцерхайде | Обер   | Обер        | Валь-ди-Фьемме | Валь-ди-Фьемме | Тур де Ски | Дрезден | Дрезден | Планица | Планица      | Зефельд | Зефельд     | Лахти  | Лахти        | Др     | Ос          | Фалун  | Фалун       | Фалун       | Тур  |
| Очков           | Место           | Спр КС | 15 км Инд КС | 15 км Пр СС | Итог | Спр КС | 30 км Ск | Спр СС | 15 км Инд СС | 15 км Инд СС | 15 км Пр КС | Спр СС      | 15 км Инд КС | 15 км Пр СС | Спр КС | 15 км МС СС | 15 км МС КС    | 9 км Пр СС     | Итог       | Спр СС  | КСпр СС | Спр КС  | 15 км Инд КС | Спр СС  | 15 км МС СС | Спр СС | 15 км Инд КС | Спр КС | 50 км МС СС | Спр СС | 15 км МС КС | 15 км Пр СС | Итог |
| 457             | 14              | 47     | 24           | 7           | 16   | —      | 4        | —      | 4            | 1            | 10          | —           | —            | —           | —      | —           | —              | —              | —          | —       | —       | —       | —            | —       | 6           | —      | —            | —      | 13          | 61     | 29          | 4           | 24   |

| 2016/2017 Итоги | 2016/2017 Итоги | Рука   | Рука         | Лиллехаммер | Лиллехаммер  | Лиллехаммер | Тур  | Давос        | Давос  | Ла-Клюза    | Ла-Клюза | Валь-Мюс | Валь-Мюс    | Обер     | Обер        | Тоб          | Валь-ди-Фьемме | Валь-ди-Фьемме | Тур де Ски | Тоблах | Тоблах  | Ульрис       | Ульрис | Фалун  | Фалун       | Пхёнчхан | Пхёнчхан | Пхёнчхан | Отепя  | Отепя        | Др     | Ос          | Квебек | Квебек      | Квебек      | Тур  |
| Очков           | Место           | Спр КС | 15 км Инд КС | Спр КС      | 10 км Инд СС | 15 км Пр КС | Итог | 30 км Инд СС | Спр СС | 15 км МС СС | Эст      | Спр СС   | 10 км МС КС | 20 км Ск | 15 км Пр СС | 10 км Инд СС | 15 км МС КС    | 9 км Пр СС     | Итог       | Спр СС | КСпр СС | 15 км Инд СС | Эст    | Спр СС | 30 км МС КС | Спр КС   | 30 Ск    | КСпр СС  | Спр СС | 15 км Инд КС | Спр КС | 50 км МС КС | Спр СС | 15 км МС КС | 15 км Пр СС | Итог |
| 482             | 17              | —      | 12           | 38          | 5            | 25          | 11   | 9            | —      | —           | —        | 34       | 10          | 6        | 8           | 3            | 22             | 8              | 8          | —      | —       | 25           | 1      | —      | —           | —        | —        | —        | —      | 28           | —      | 16          | 24     | 43          | 22          | 38   |

| Номер | Сезон   | Дата                      | Место проведения                              | Дисциплина                                         | Место    |
| ----- | ------- | ------------------------- | --------------------------------------------- | -------------------------------------------------- | -------- |
| 1     | 2016-17 | 06 янв 2017               | Тоблах                                        | Гонка с раздельным стартом, 10 км, свободный стиль | 3 место* |
| 2     | 2017-18 | 16 дек 2017               | Тоблах                                        | Гонка с раздельным стартом, 15 км, свободный стиль | 1 место  |
| 3     | 2018-19 | 30 дек 2018               | Тоблах                                        | Гонка с раздельным стартом, 15 км, свободный стиль | 2 место* |
| 4     | 2018-19 | 06 янв 2019               | Валь-ди-Фьемме                                | Гонка преследования, 9 км, свободный стиль         | 2 место* |
| 5     | 2018-19 | 29 дек 2018 - 06 янв 2019 | Тоблах Валь-Мюстаир Оберстдорф Валь-ди-Фьемме | Тур де Ски                                         | 3 место  |
| 6     | 2018-19 | 26 янв 2019               | Ульрисехамн                                   | Гонка с раздельным стартом, 15 км, свободный стиль | 2 место  |
| 7     | 2019-20 | 15 дек 2019               | Давос                                         | Гонка с раздельным стартом, 15 км, свободный стиль | 1 место  |
| 8     | 2019-20 | 05 янв 2020               | Валь-ди-Фьемме                                | Масс-старт, 10 км, свободный стиль                 | 1 место* |
| 9     | 2019-20 | 19 янв 2020               | Нове-Место                                    | Гонка преследования, 15 км, классический стиль     | 3 место  |
| 10    | 2019-20 | 25 янв 2020               | Оберстдорф                                    | Скиатлон, 15+15 км                                 | 2 место  |
| 11    | 2019-20 | 15 фев 2020               | Остерсунд                                     | Гонка с раздельным стартом, 15 км, свободный стиль | 2 место* |
| 12    | 2019-20 | 15 фев 2020 - 23 фев 2020 | Остерсунд Оре Мерокер Тронхейм                | Ski Tour 2020                                      | 2 место  |
| 13    | 2019-20 | 08 мар 2020               | Осло                                          | Марафон, 50 км, классический стиль                 | 2 место  |

* - гонка проходила в рамках Тура